# Річка (Хустський район)
Рі́чка — село в Україні, у Міжгірському районі Закарпатської області. Входить до складу Пилипецької сільської громади.

## Історія
Існує легенда про братів: «Жив, був один чоловік. Було в нього три сини: Річкай, Тюшкай, Лозян. І пішли всі три брати у світ щастя шукати. Потрапили вони у наші краї тай порадилися, що хто де поселиться. Там, де брати поселилися, росли лише ліси. І стали вони рубати ліси, щоб побудувати собі хати. Річкай поселився тут, де знаходиться наше село. А Тюшкай в сусідньому селі теж побудував собі хату. І не знали ні Річкай, ні Тюшкай як розподілити землі. Домовилися, що будуть вранці іти один одному назустріч. Де зустрінуться, там і буде границя. Річкай любив рано вставати. Вставши раненько, пішов на зустріч своєму брату Тюшкаю. Іде Річкай, іде і вже пройшов досить багато. Дивиться-дивиться і ніде не бачить свого брата. Тюшкай заснув, коли прокинувся, то вже давно зійшло сонце. Він схопився і побіг назустріч своєму брату. Та пройшовши небагато, він зустрів його. Тюшкаю було жаль, що в брата більше землі, ніж в нього. Та вони розійшлися по-дружньому. І де жив Річкай, то село назвали Річкою, а де Тюшкай — Тюшкою.»
Перша згадка у 1600-році під назвою Rychke, інші згадки: 1646-Riczka, 1715-, 1725-та 1773-Ricska, 1808- Ricska, Rička, Ryčka, 1828-Ricska, 1913-Kispatak, 1925- Rička, 1944-Ricska, Речка,1983-Річка, Речка.
У 1715 році це село згадується під угорською назвою Кіш-потік, тобто Малий потік. Можливо, така назва пов'язана з тим, що у межах села є залізисто-кислі мінеральні води. Місцеві жителі нараховують від 7 до 13 таких джерел. Одне з них — «Квас» — розташоване у центрі села. На відміну від інших, аналогічних джерел, цей тип води не залишає жовтого залізистого осаду і є відмінним напоєм для втамування спраги.
У 1950-1970-х рр. у селі працювало кілька народних малярів, які виконували свої роботи на склі.

### релігія
храм Введення пр. Богородиці. XVIII ст.
У невеличкому селі (нині тут 12 дворів) стоїть унікальна церковна споруда. Важко визначити її вік, але все свідчить про те, що у XVIII ст. церква вже була збудована. Згідно з однією з версій, церкву перенесено в Павловець з сусідньої Річки, але, найімовірніше, церкву утворено шляхом прибудови нави і вівтарного зрубу до більш давньої дзвіниці, Розповідають також, що церкву самотужки збудував один житель села. Відомості зовсім небагаті, але слід бути вдячними долі, що зберегла до нашого часу цю унікальну споруду — єдину з малих церков XVIII ст.
Церква св. арх. Михайла. 1900.
храм св. арх. Михайла. 1900.
Остання дерев'яна церква згоріла, її місце на кладовищі позначене хрестом.
У 1751 р. згадують дерев'яну церкву св. Миколи з двома дзвонами, в поганому стані, слабо вкриту шинґлами. «Образи старі. Не знати от кого благословенна… Книги церковні всі. Звони два, кажут благословенні…»
У 1801 р. є згадка про стару дерев'яну церкву на 160 вірників, яку постійно ремонтували.
Теперішня церква є типовою мурованою базилікою, спорудженою з 1887 до 1900 р. Значне оновлення храму за проектом інженера Е. Еґреші відбулося в 1941 р.
Поряд у 1955 р. збудували муровану каплицю.
За повідомленням волівського православного священика Дмитра Росохи в церковному календарі за 1943 р., в селі Річка православні вірники самі, без священика почали будувати ще одну церкву.

### присілки
Присілок Потік-  адміністративно відноситься до сусіднього села Буковець ,але географічно ближче до Річки та з'єднане з Річкою однією дорогою , в Закарпатській області
Присілок Павловець - налічує на 2024   чотири господарства . Два з яких відносяться адміністративно до села Буковець,а інші два до села Річка. З Річкою з'єднані гірською дорогою. Місцеві називають Павловець малі чехи.
a

## Населення
Згідно з переписом УРСР 1989 року чисельність наявного населення села становила 900 осіб, з яких 403 чоловіки та 497 жінок.
За переписом населення України 2001 року в селі мешкало 928 осіб.
Станом на 21 листопада 2020 року, населення становить 890 осіб. 
З яких:
Приблизно 200 дітей (від 1 до 18 років)
Приблизно 690 осіб. (Від 18 років)

### Мова
Розподіл населення за рідною мовою за даними перепису 2001 року:
| Мова       | Відсоток |
| ---------- | -------- |
| українська | 99,15 %  |
| російська  | 0,74 %   |

## Туристичні місця
Село Річка розташоване в мальовничій місцевості в передгір'ї Боржавського хребта. Село відоме достатком мінеральних джерел різної степені газованості.
У центрі села поряд з сільською радою є колодязь з слабогазованою мінеральною водою. Ця вода має унікальні властивості. На відміну від інших, аналогічних джерел, цей тип води не залишає жовтого залізистого осаду і є відмінним напоєм для втамування спраги.
Річка приваблює шанувальників екстремального спорту. Частими гостями тут є байкери, які спускаються з полонини Боржава (Причиною є зручний під'їзд до хребта)
У селі активно розвивається готельно-ресторанна справа. Заклад відпочинку Вілла Річка з басейном , Справжня Казка , Котедж затишок та база Річка  вже стали улюбленим місцем відпочинку для багатьох сімей з України та інших країн.

Річка — одне з небагатьох сіл в Україні, де зберігається традиція виробництва гунь (гуцульського верхнього одягу з овечої вовни).понад 100 років нащадки Кордів підтримують у порядку та чистоті родинну гордість — природну машину — валило. Нині на черзі до Кордового валила не тільки односельці, але й мешканці сусідніх сіл.
Поблизу села починається один з туристичних маршрутів на Боржаву.

### туристичний маршрут "Шлях гуні"
У закарпатському селі Річка, єдиному, де виготовляють гуні, створили  культурний маршрут для туристів “Шлях гуні”.
Культурний маршрут популяризує традиційне господарювання та народне ремесло – виробництво речей з натуральної вовни, зокрема гуні та інші вироби з овечої вовни. Туристичний маршрут є інноваційним продуктом, який поєднує природні ландшафти полонини Боржава, традиційне полонинське господарювання і виробництво одягу з овечої шерсті народними майстрами.
Головними дистанціями маршруту "Шлях гуні" є:
- промаркований пішохідний туристичний маршрут в селі Річка;
- навчальна анімація від виробників традиційного одягу в регіоні.

Найбільш відомим і впізнаваними елементом традиційного народного одягу мешканців Закарпаття в наш час є гуня. Пошита з грубої вовняної тканини з характерним довгим ворсом на зовнішньому боці, гуня надійно захищала свого власника від холоду та опадів. Носили гуню і чоловіки, і жінки, поширена вона була майже в усіх районах Закарпаття.  Виготовлення гуні тісно пов’язане з традиційним господарюванням у Карпатському регіоні. Сировиною для цього виробу слугує овеча вовна, яку зістригали з тварин навесні. З обробленої вовни отримували нитки, з яких на ткацьких верстатах ткали грубу тканину. Крій гуні має архаїчний характер, зшивають два шматки сукна, горловину обробляють кольоровими нитками. Кінцевим етапом виробництва є обробка гуні протічною водою у «валилі», спеціальному пристрої на річці чи гірському потічку.
Зазвичай, гуню носять накинутою на плечі і зав’язаною на грудях довгими шнурками. Найбільш були поширені гуні білого кольору, але зустрічаються і сірі та чорні. Різниться і довжина крою. В деяких місцевостях Закарпаття гуня мала і обрядове значення, її одягали молодята під час весільних обрядів. Тепер гуню одягають учасники фольклорних колективів, популярна вона і серед сучасних прихильників одягу в стилі «етно».

маршрут: 

Починається культурний маршрут у верховинському селі Річка, що на Міжгірщини. Воно розташовано на висоті 550 м н.р.м., у мальовничій улоговині між Карпатським вододільним хребтом та Боржавськими полонинами. З давніх-давен тут займались скотарством та землеробством, збором ягід та грибів. Краса цієї місцини, стародавні традиції й архаїка приваблюють у Річку чисельних туристів.
Радіальний маршрут може бути як одноденним, так і дводенним.Загальна протяжність пішохідної стежки культурного маршруту “Шлях гуні” 15,9 км. Він зацікавить як туристів новачків, так і досвідчених мандрівників.
Від автобусної зупинки, магазину та інформаційних стендів, що розповідають про історію, культуру та традиції села, дорога веде повз церкву св. арх. Михайла 1900 р. та будівлю сільської ради. Йдучи Річкою повз заквітчані охайні обійстя, різнобарвні будинки, знайомимось з повсякденним життям мешканців гірського села.
Піднімаємось вище і бачимо розлогі луки-сінокоси, городи де селяни століттями обробляють землю, саджають картоплю, кукурудзу, косять сіно та збирають врожаї. Це чудовий майданчик для фотосесії з гарним ракурсом Боржавських полонин, села Річки та навколишнього ландшафту.

Узлісся зустрічає вільхою, березами, горобиною та галявинами з різнотрав’ям. Далі починається стрімкий підйом через ліс, де основною породою є бук з домішками грабу, явору, смереки та ялиці. Звісно, що ліс цей населений типовими для регіону тваринами, а саме – кабан, косуля, олень, лисиця, заєць вовк, ведмідь. Їх тяжко зустріти на туристичному шляху. Вони оминають людей і мають достатньо харчів у дикій природі. А ось після дощу можна зустріти ендеміка Карпат – саламандру. Плямисті ящірки виповзають із своїх підтоплених схованок на стежку обсохнути.
З під лісної завіси потрапляємо на полонину: луки, де з прадавніх часів випасали худобу. Ці високогір’я колись були вільховим та буковим криволіссям. Скотарі-валахи, що прийшли сюди з півдня ховаючись від турок-османів, почали вирубувати та випалювати чагарники, звільнивши величезні території під пасовища. Полонини порослі білоусом, заростями чорники-яфини, брусниці, серед яких зрідка зустрічаються кущі лохини. Квітучих рослин тут багато, але найяскравіші з них це арніка, що квітне на початку літа, зніт та звіробій в середині літа, тирлич на початку осені.
Цікаве походження назви «Боржава». Два тисячоліття тому Карпатами пройшли тюркські племена булгар, залишивши нам в спадщину багато топонімів. Зокрема їх мовою «боржава» –це «крижана вода». І дійсно, на схилах Боржавських полонин беруть початок кілька потужних річок регіону з кришталево чистою холодною водою.
На хребет виходимо під горою Звір (1115 м) і продовжуємо рух у напрямку вершини Кругла (1208 м). Далі перед нами гора Кичера ( 1257 м ), перед підйомом на яку, з лівої сторони від дороги, джерело. Це чудове місце для відпочинку та ночівлі. Після Кичери невеликий спуск та підйом на гору Широку (1257 м). Перед наступною вершиною Граб (1374 м) маршрут звертає праворуч.

Стежка біжить до низу, серед заростей чорниці-яфини, в напрямку верхньої межі лісу. Заводить у величну бучину. Бук – основна порода в Карпатах і в усій Центральній та Північно-західній Європі. Це слово подібне у багатьох європейських мовах. У сезон ліс повний грибів, але збирати їх можна тільки обізнаним грибарям.
Далі на маршруті серед лісу й галявин туристів чекає невелике озерце, яке називають озеро Босоркань ( босорканями на Закарпатті називають відьом). З ким місцеві мешканці пов’язують багато таємничих легенд та історій, . Від нього дорога сходить на поля біля сусіднього с Річкою села Потік, виводить до новозведенного Свято-Троїцького монастиря, а спускається, до вже добре знайомого села Річка– початкового пункту нашого маршруту. 

### Заклади проживання і відпочинку в селі
- Вілла Річка @VillaRichka ( https://www.facebook.com/VillaRichka/ [Архівовано 16 лютого 2022 у Wayback Machine.] )
- Котедж Затишок
- Котеджний комплекс  Річка"